# Lycoris uydoensis
Lycoris uydoensis là một loài thực vật có hoa trong họ Amaryllidaceae. Loài này được M.Kim mô tả khoa học đầu tiên năm 2004.